# Schermen op de Olympische Zomerspelen 1980

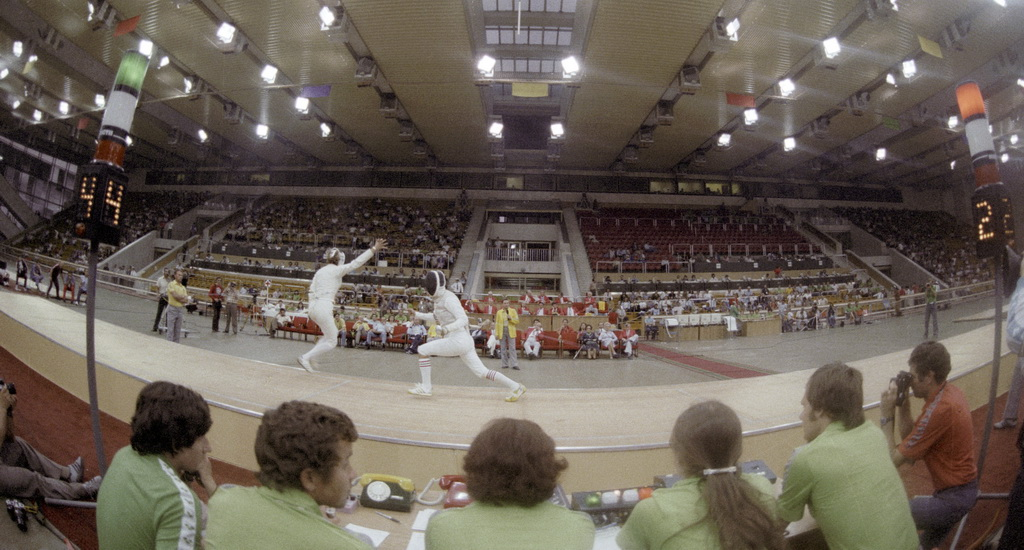
Schermen op de Olympische Zomerspelen 1980

Schermen is een van de sporten die beoefend werden tijdens de Olympische Zomerspelen 1980 in Moskou.

## Heren

### floret individueel
| rang   | sporter(s)          | land |
| ------ | ------------------- | ---- |
| Goud   | Vladimir Smirnov    | URS  |
| Zilver | Pascal Jolyot       | FRA  |
| Brons  | Aleksandr Romankov  | URS  |
| 4      | Sabirzjan Roezijev  | URS  |
| 5      | Lech Koziejowski    | POL  |
| 6      | Petru Kuki          | ROU  |
| 7      | István Szelei       | HUN  |
| 8      | Frédéric Pietruszka | FRA  |

### floret team
| rang   | sporter(s)                                                                              | land |
| ------ | --------------------------------------------------------------------------------------- | ---- |
| Goud   | Didier Flament Pascal Jolyot Bruno Boscherie Philippe Bonin Frédéric Pietruszka         | FRA  |
| Zilver | Aleksandr Romankov Vladimir Smirnov Sabirzjan Roezijev Asjot Karagian Vladimir Lapitsky | URS  |
| Brons  | Adam Robak Bogusław Zych Lech Koziejowski Marian Sypniewski                             | POL  |
| 4      | Siegmar Gutzeit Hartmuth Behrens Adrian Germanus Klaus Kotzmann Klaus Haertter          | GDR  |
| 5      | Petru Kuki Mihai Ţiu Sorin Roca Tudor Petruş                                            | ROU  |
| 6      | István Szelei Ernő Kolczonay András Papp László Demény Jenő Pap                         | HUN  |
| 7      | Efigenio Favier Guillermo Betancourt Heriberto Gonzalez Pedro Hernandez                 | CUB  |
| 8      | John Llewellyn Steven Paul Robert Bruniges Pierre Harper Neal Mallett                   | GBR  |

### degen individueel
| rang   | sporter(s)         | land |
| ------ | ------------------ | ---- |
| Goud   | Johan Harmenberg   | SWE  |
| Zilver | Ernõ Kolczonay     | HUN  |
| Brons  | Philippe Riboud    | FRA  |
| 4      | Rolf Edling        | SWE  |
| 5      | Aleksandr Mozjajev | URS  |
| 6      | Ioan Popa          | ROU  |
| 7      | Boris Loekomski    | URS  |
| 7      | Jaroslav Jurka     | TCH  |

### degen team
| rang   | sporter(s)                                                                                  | land |
| ------ | ------------------------------------------------------------------------------------------- | ---- |
| Goud   | Philippe Riboud Patrick Picot Hubert Gardas Philippe Boisse Michel Salesse                  | FRA  |
| Zilver | Piotr Jabłkowski Andrzej Lis Leszek Swornowski Ludomir Chronowski Mariusz Strzałka          | POL  |
| Brons  | Asjot Karagian Boris Loekomski Aleksandr Aboesjakhmetov Aleksandr Mozjajev Vladimir Smirnov | URS  |
| 4      | Ioan Popa Octavian Zidaru Anton Pongratz Costică Bărăgan Petru Kuki                         | ROU  |
| 5      | Johan Harmenberg Rolf Edling Leif Högström Göran Malkar Hans Jacobson                       | SWE  |
| 6      | Jaroslav Jurka Jaromír Holub Jiří Douba Jiří Adam                                           | TCH  |
| 7      | Steven Paul John Llewellyn Neal Mallett Robert Bruniges                                     | GBR  |
| 8      | Ernõ Kolczonay István Osztrics László Pethő Jenő Pap Péter Takács                           | HUN  |

### sabel individueel
| rang   | sporter(s)          | land |
| ------ | ------------------- | ---- |
| Goud   | Viktor Krovopoeskov | URS  |
| Zilver | Michail Boertsev    | URS  |
| Brons  | Imre Gedővári       | HUN  |
| 4      | Vassil Etropolski   | BUL  |
| 5      | Hristo Etropolski   | BUL  |
| 6      | Michele Maffei      | ITA  |
| 7      | Vladimir Naslimov   | URS  |
| 8      | Ferdinando Meglio   | ITA  |

### sabel team
| rang   | sporter(s)                                                                              | land |
| ------ | --------------------------------------------------------------------------------------- | ---- |
| Goud   | Michail Boertsev Viktor Krovopoeskov Viktor Sidjak Vladimir Naslimov Nikolaj Aljochin   | URS  |
| Zilver | Michele Maffei Mario Aldo Montano Marco Romano Ferdinando Meglio Giovanni Scalzo        | ITA  |
| Brons  | Imre Gedővári Rudolf Nébald Pál Gerevich Ferenc Hammang György Nébald                   | HUN  |
| 4      | Tadeusz Piguła Leszek Jabłonowski Jacek Bierkowski Andrzej Kostrzewa Marian Sypniewski  | POL  |
| 5      | Ioan Pop Marin Mustaţă Corneliu Marin Ion Pantelimonescu Alexandru Nilca                | ROU  |
| 6      | Rüdiger Müller Hendrik Jung Peter Ulbrich Frank-Eberhard Höltje Gerd May                | GDR  |
| 7      | Manuel Ortiz Jesus Ortiz Jose Laverdesa Guzman Salazar                                  | CUB  |
| 8      | Hristo Etropolski Nikolai Marintchesjki Vassil Etropolski Georgi Tsjomakov Marin Ivanov | BUL  |

## Dames

### floret individueel
| rang   | sporter(s)          | land |
| ------ | ------------------- | ---- |
| Goud   | Pascale Trinquet    | FRA  |
| Zilver | Magda Maros         | HUN  |
| Brons  | Barbara Wysoczańska | POL  |
| 4      | Ecaterina Stahl     | ROU  |
| 5      | Brigitte Gaudin     | FRA  |
| 6      | Dorina Vaccaroni    | ITA  |
| 7      | Delfina Skąpska     | POL  |
| 8      | Katarína Lokšová    | TCH  |

### floret team
| rang   | sporter(s)                                                                                                  | land |
| ------ | --- | ---- |
| Goud   | Brigitte Gaudin Pascale Trinquet Isabelle Begard Véronique Brouquier Christine Muzio                        | FRA  |
| Zilver | Valentina Sidorova Nailia Giliazova Jelena Belova Irina Oesjakova Larissa Tsagarajeva                       | URS  |
| Brons  | Ildikó Schwarczenberger Magda Maros Gertrúd Stefanek Zsuzsanna Szőcs Edit Kovács                            | HUN  |
| 4      | Delfina Skąpska Agnieszka Dubrawska Jolanta Królikowska Barbara Wysoczańska Kamilla Mazurowska-Składanowska | POL  |
| 5      | Dorina Vaccaroni Anna Rita Sparaciari Susanna Batazzi Carola Mangiarotti Clara Mochi                        | ITA  |
| 6      | Margarita Rodriguez Marlene Font Maria Garcia Clara Alfonso Mercedes del Risco                              | CUB  |
| 7      | Susan Wrigglesworth Ann Brannon Wendy Grant Linda Martin Hilary Cawthorne                                   | GBR  |
| 8      | Mandy Niklaus Gabriele Janke Sabine Hertrampf Beate Schubert Marion Schulze                                 | GDR  |

## Medaillespiegel
| rang   | land        | goud | zilver | brons | totaal |
| ------ | ----------- | ---- | ------ | ----- | ------ |
| 1      | Frankrijk   | 4    | 1      | 1     | 6      |
| 2      | Sovjet-Unie | 3    | 3      | 2     | 8      |
| 3      | Zweden      | 1    | 0      | 0     | 1      |
| 4      | Hongarije   | 0    | 2      | 3     | 5      |
| 5      | Polen       | 0    | 1      | 2     | 3      |
| 6      | Italië      | 0    | 1      | 0     | 1      |
| totaal | totaal      | 8    | 8      | 8     | 24     |